# Peter Polaco
Peter Joseph Polaco (Waterbury (Connecticut), 16 oktober 1973), beter bekend als Justin Credible, is een Amerikaans professioneel worstelaar die vooral bekend is van zijn tijd bij Extreme Championship Wrestling, van 1997 tot 2001, en World Wrestling Federation/Entertainment, van 1993 tot 1997 en van 2001 tot 2003. In 2010 worstelde hij tijdelijk voor Total Nonstop Action Wrestling.
Tijdens zijn periode bij WWF, won hij acht keer het Hardcore Championship en werd lid van X-Factor. Tijdens zijn periode bij ECW, won hij een keer het ECW World Heavyweight Championship en twee keer het ECW World Tag Team Championship.

## In het worstelen
- Finishers
  - That's Incredible! (ECW)
  - Lifting DDT (WWF)
  - InCredible Kick

- Signature moves
  - Cutter
  - Diving elbow drop
  - Dropkick
  - Reverse DDT
  - Russian legsweep
  - Home run Swing
  - 187!
  - Corner sitout powerbomb
  - Scoop powerslam

- Managers
  - Jason Knight
  - Dawn Marie
  - Francine

- Opkomstnummers
  - "Snap Your Fingers, Snap Your Neck" van Prong (ECW; 1997-1998)
  - "Snap Your Fingers, Snap Your Neck" van Grinspoon (ECW; 1998-2001)
  - "What 'Chu Lookin' At?" van Uncle Kracker (WWF; werd gebruikt als lid van X-Factor; 2001)
  - "Snap This" by Dale Oliver (TNA)

## Prestaties
- Big Time Wrestling (Northeast)

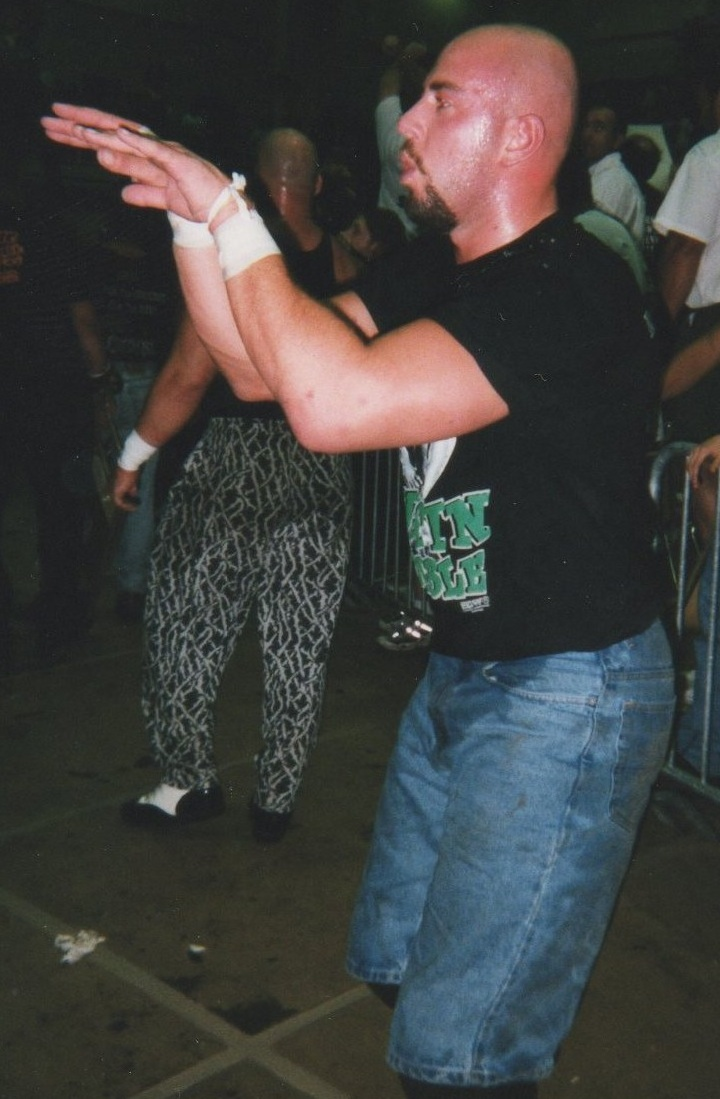
Credible op een ECW-evenement in 1998

  - BTW Heavyweight Championship (1 keer)

- Extreme Championship Wrestling
  - ECW World Heavyweight Championship (1 keer)
  - ECW World Tag Team Championship (2 keer: met Lance Storm)

- Impact Championship Wrestling
  - ICW Heavyweight Championship (1 keer)

- New England Pro Wrestling Hall of Fame
  - Class of 2009

- New England Wrestling Association
  - NEWA Tag Team Championship (1 keer: met Garfield Quinn)

- Premier Wrestling Federation
  - PWF Universal Heavyweight Championship (2 keer)

- Pro-Pain Pro Wrestling
  - 3PW World Heavyweight Championship (1 keer)

- Renegade Wrestling Federation
  - RWF Heavyweight Championship (1 keer)

- Texas Wrestling Academy
  - TWA Heavyweight Championship (1 keer)

- Top Rope Promotions
  - TRP Heavyweight Championship (1 keer)

- Powerhouse Wrestling
  - PHW Heavyweight Champion (1 keer)

- World Wrestling Federation/Entertainment
  - WWF/E Hardcore Championship (8 keer)